# Bukovica (gmina Laktaši)
Bukovica (cyr. Буковица) – wieś w Bośni i Hercegowinie, w Republice Serbskiej, w gminie Laktaši. W 2013 roku liczyła 631 mieszkańców.